# Thalassoalaimus pacificus
Thalassoalaimus pacificus is een rondwormensoort uit de familie van de Oxystominidae. De wetenschappelijke naam van de soort is voor het eerst geldig gepubliceerd in 1965 door Murphy.